# CGC Viareggio 1983-1984
Questa voce raccoglie le informazioni riguardanti il CGC Viareggio nelle competizioni ufficiali della stagione 1983-1984.

## Stagione
Dopo la retrocessione dell'anno scorso, tocca a Moreno Cosci, nuovo allenatore, la ricostruzione della squadra. Anche Mauro Cinquini è stato ceduto. Il bilancio finale rimane positivo, in attesa della crescita dei giocatori per puntare nuovamente alla massima serie. Il Viareggio è stato più brillante nella seconda parte di stagione. Ci sono buone speranze per il futuro. Un settimo posto con 23 punti.

## Maglie e sponsor
|  | 1ª divisa | 2ª divisa |

## Rosa
| N° | Naz.              | Ruolo | Sportivo              |  |  |  |
| -- | ----------------- | ----- | --------------------- |  |  |  |
| 10 | Italia (bandiera) | P     | Alessandro Pardini    |  |  |  |
| 1  | Italia (bandiera) | II P  | Jonata Coppola        |  |  |  |
| 10 | Italia (bandiera) | III P | Steven Crudeli        |  |  |  |
|    | Italia (bandiera) | E     | Nicoletti             |  |  |  |
|    | Italia (bandiera) | E     | Andrea Petrini        |  |  |  |
|    | Italia (bandiera) | E     | Alessandro Giovannoni |  |  |  |
|    | Italia (bandiera) | E     | Silvano Paoli         |  |  |  |
|    | Italia (bandiera) | E     | Cesare Tomei          |  |  |  |
|    | Italia (bandiera) | E     | Alessandro Pagni      |  |  |  |
|    | Italia (bandiera) | E     | Alberto Paoli         |  |  |  |
|    | Italia (bandiera) | E     | Marco Pardini         |  |  |  |
|    | Italia (bandiera) | E     | Maurizio Crudeli      |  |  |  |
|    | Italia (bandiera) | E     | Andrea Bertuccelli    |  |  |  |
|    | Italia (bandiera) | E     | Nicola Petrucci       |  |  |  |